# Kanton Spangenberg
Der Kanton Spangenberg war eine Verwaltungseinheit im Distrikt Eschwege des Departements der Werra im napoleonischen Königreich Westphalen. Hauptort des Kantons und Sitz des Friedensgerichts war die Stadt Spangenberg im heutigen hessischen Schwalm-Eder-Kreis. Der Kanton umfasste eine Stadt und 20 Dörfer und Weiler.
Zum Kanton gehörten die Ortschaften:

- Stadt Spangenberg
- Günsterode, Schnellrode, Elbersdorf
- Kaltenbach, Mörshausen, Heina
- Eubach, Altmorschen, Haydau, Bergheim
- Heinebach, Metzebach, Landefeld
- Nausis, Herlefeld, Pfieffe
- Bischofferode
- Vockerode, Dinkelberg, Weidelbach